# Quadrangle Mare Boreum
El quadrangle Mare Boreum és un dels 30 mapes quadrangulars de Mart utilitzats pel Programa de Recerca en Astrogeologia del Servei Geològic dels Estats Units (USGS). El quadrangle de Mare Boreum també es coneix com MC-1 (Carta de Mart-1). El seu nom deriva d'una denominació anterior del Planum Boreum, una gran plana que envolta el casquet polar.

## Característiques
El quadrangle cobreix tota la superfície marciana situada al nord dels 65° de latitud. Inclou la capa de gel del pol nord, que té un patró de remolins i és d'aproximadament 1.100 km de diàmetre. El Mariner 9 va descobrir en 1972 un cinturó de dunes de sorra al voltant dels dipòsits de gel polar, que té 500 km de diàmetre en alguns llocs i que podria tractar-se del major camp de dunes del sistema solar. La capa de gel està envoltada per les vastes planes de Planum Boreum i Vastitas Borealis. Prop del pol, hi ha una gran vall, Chasma Boreale, que pot haver-se format a partir del desglaç. Una altra possibilitat és que es va originar pels freds vents procedents del pol. Un altre accident destacat és una elevació suau, anteriorment anomenada Olympia Planitia. A l'estiu, es veu un anell fosc al voltant de la capa residual, causat principalment per les dunes. El quadrangle inclou alguns cràters molt grans que destaquen en el nord perquè l'àrea és suau amb pocs canvis en la topografia. Aquests grans cràters són Lomonóssov i Korolev.